# Система управления содержимым
Систе́ма управле́ния содержи́мым (англ. Content management system, CMS, система управления контентом) — информационная система или компьютерная программа, используемая для обеспечения и организации совместного процесса создания, редактирования и управления содержимым, иначе — контентом (от англ. content).
CMS обычно состоит из двух основных компонентов: приложения для управления контентом (CMA) в качестве внешнего пользовательского интерфейса, позволяющего пользователю добавлять, изменять и удалять контент с веб-сайта без вмешательства веб-мастера, и приложение доставки контента (CDA), которое компилирует контент и обновляет веб-сайт.
Основные функции CMS:
- предоставление инструментов для создания содержимого, организация совместной работы над содержимым;
- управление содержимым: хранение, контроль версий, соблюдение режима доступа, управление потоком документов;
- публикация содержимого;
- представление информации в виде, удобном для навигации, поиска.

В системе управления содержимым могут находиться самые различные данные: документы, фильмы, фотографии, номера телефонов, научные данные и так далее. Такая система часто используется для хранения, управления, пересмотра и публикации документации. Контроль версий является одной из важных возможностей, когда содержимое изменяется группой лиц.
В общем случае системы управления содержимым делятся на системы управления корпоративным контентом (англ. Enterprise Content Management System) — для работы с содержимым внутри какой-либо организации и системы управления веб-содержимым (англ. Web Content Management System) для поддержки работы веб-сайта.

## Системы управления веб-содержимым
WCMS позволяют управлять текстовым и графическим наполнением веб-сайта, предоставляя пользователю интерфейс для работы с содержимым сайта, удобные инструменты хранения и публикации информации, автоматизируя процессы размещения информации в базах данных и её выдачи в HTML.
Существует множество готовых систем управления содержимым сайта, в том числе и бесплатных. Их можно разделить на три типа по способу работы:
1. Генерация страниц по запросу. Системы такого типа работают на основе связки «модуль редактирования → база данных → модуль представления». Модуль представления генерирует страницу с содержанием при запросе на него, на основе информации из базы данных. Информация в базе данных изменяется с помощью модуля редактирования. Страницы заново создаются сервером при каждом запросе, что, в свою очередь, создаёт дополнительную нагрузку на системные ресурсы. Нагрузка может быть многократно снижена при использовании средств кэширования, которые имеются в современных веб-серверах.
2. Генерация страниц при редактировании. Системы этого типа служат для редактирования страниц, которые при внесении изменений в содержание сайта создают набор статических страниц. При таком способе в жертву приносится интерактивность между посетителем и содержимым сайта.
3. Смешанный тип. Как понятно из названия, сочетает в себе преимущества первых двух. Может быть реализован путём кэширования — модуль представления генерирует страницу один раз, в дальнейшем она в несколько раз быстрее подгружается из кэша. Кэш может обновляться как автоматически, по истечении некоторого срока времени или при внесении изменений в определённые разделы сайта, так и вручную по команде администратора. Другой подход — сохранение определённых информационных блоков на этапе редактирования сайта и сборка страницы из этих блоков при запросе соответствующей страницы пользователем.

Система управления — программа, предоставляющая инструменты для добавления, редактирования, удаления информации на сайте.
Ряд тиражируемых WCMS имеет модульную архитектуру, модули можно подключать или не использовать, некоторые возможные модули: динамическое меню, блог, новости, опросы, поиск по сайту, статистика посещений, гостевая книга.